# Bruck an der Großglocknerstraße
Bruck an der Großglocknerstraße è un comune austriaco di 4 611 abitanti nel distretto di Zell am See, nel Salisburghese. Nel 1938 ha inglobato il comune soppresso di Sankt Georgen im Pinzgau.

## Monumenti e luoghi d'interesse
- Castello di Heuberg
- Castello di Fischhorn